# バッファローシティー (南アフリカ)
バッファローシティー（英語: Buffalo City）は、南アフリカ共和国東ケープ州の都市（都市圏）である。人口は約81万人（2016年推定）。

## 概要
2000年の自治体再編により、イースト・ロンドン、ビショ、キングウィリアムズタウンが合併して発足。当初はアマトーレ郡に属す地方自治体であったが、2011年5月18日に都市圏へ昇格、郡を離脱した。

## 地理
バッファロー川とナホーン川の間に位置し、インド洋に面している。

### 主要地区
- ビショ（Bhisho）
- Dimbaza
- イースト・ロンドン（East London） - 首府
- Mdantsane
- Ntabozuko - 2021年2月にベルリン（Berlin）から改称[4]。
- Qonce - 2021年2月にキングウィリアムズタウン（King William's Town）から改称[4]。
- Zwelitsha

## 歴史
イースト・ロンドン地区が、南アフリカで唯一の河港として建設され、もとはポート・レックスと呼ばれていた。
- 1938年12月22日 - 付近のカルムナ川の河口の沖合で現生のシーラカンスが発見された。
- 2000年 - バッファローシティ地方自治体（Buffalo City Local Municipality）が発足。
- 2006年3月17日 - 初の女性市長を選出。
- 2011年5月18日 - 都市圏へ昇格。

## 政治

### 行政
- 市長 - Xolo Pakati（アフリカ民族会議）
- 職員 - 4,000人

### 議会
- 定数 - 89
- 選出方法 - 厳正拘束名簿式比例代表制
- 会派
  - 74 - アフリカ民族会議
  - 11 - 民主連合
  - 2 - PAC
  - 1 - UDM
  - 1 - ACDP

## 対外関係

### 姉妹都市･提携都市
- イェヴレ（スウェーデン王国 イェヴレボリ県）
- ライデン（オランダ王国 南ホラント州）
- 基隆市（中華民国 台湾省）
- ミルウォーキー郡（アメリカ合衆国 ウィスコンシン州）

## 経済

### 産業
自動車産業など。独・ダイムラーの工場があり、メルセデス・ベンツ Cクラスを生産し、日本、英国、北米などへ輸出している。